# منتخب طاجيكستان لكأس فيد
منتخب طاجيكستان لكأس فيد هو ممثل طاجيكستان الرسمي في كرة المضرب في كأس فيد
.